# 靈龍屬
靈龍屬（學名：Agilisaurus）是鳥臀目恐龍的一個屬，生活於侏羅紀中期的東亞。牠的名字是來自拉丁文的「靈敏」的意思，是因牠輕盈的骨骼及長腳而命名。牠的脛骨比股骨較長，顯示牠是極快的雙足奔跑者，並以其長尾巴作平衡。牠覓食時可能會四足行走。牠是小型的植食性恐龍，約1.2米長，與其他鳥臀目恐龍一樣，牠的上下頜前段形成喙嘴，可以幫助切碎植物。

## 發現及物種

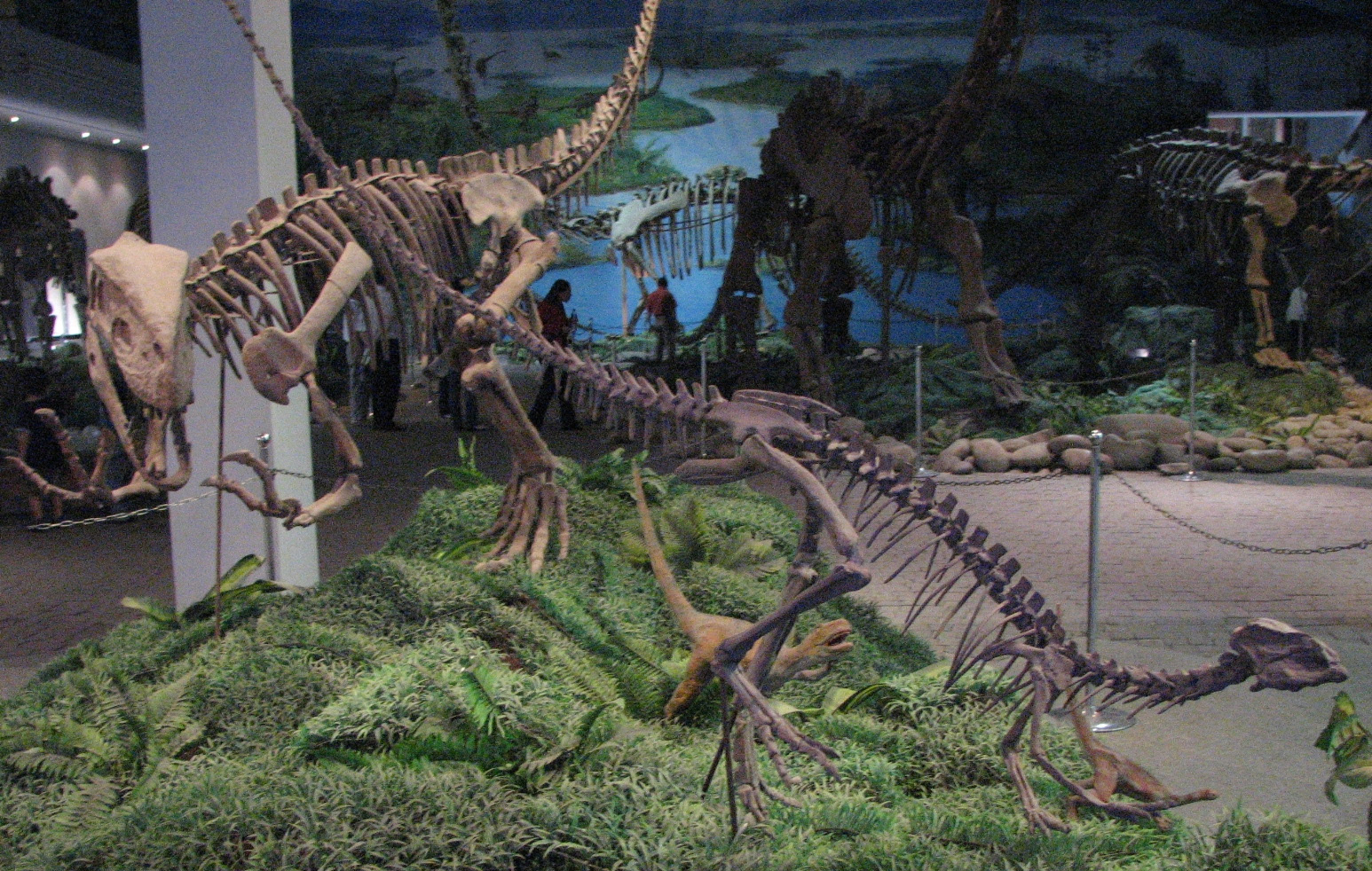
氣龍與靈龍的骨架模型，位於自貢恐龍博物館

這個屬下有一個已命名的種，稱為勞氏靈龍（學名A. louderbacki，或譯蘭氏靈龍），是以美國地質學家喬治·勞德巴克（George Louderback）博士來命名，他曾於1915在中國的四川省研究中國的恐龍化石。靈龍化石是1984年修建自貢恐龍博物館時發現，屬名及模式種都是由中國古生物學家彭光照於1990年所命名，並於1992年作出詳細的描述。
勞氏靈龍的化石是一個完整的骨骼，可說是鳥臀目所有已發現的化石中最為完整之一。只有部份左前腳及後腳遺失，而可以根據餘下部份來重組其體型。
該骨骼是在興建自貢恐龍博物館時被發現，而亦已存放在該博物館內。這個博物館展覽了多種從自貢市以外大山鋪發掘出來的恐龍化石，包括靈龍、宣漢龍、蜀龍及華陽龍。這個石礦包含了從下沙溪庙地層的岩石，地質年代被認為是侏羅紀中期的巴通階至卡洛維階，距今約1億6800萬-1億6100萬年前。

## 分類
雖然靈龍化石是這麼完整，但仍然被分類在鳥臀目的不同地方。牠原先被分類在法布爾龍科，但很多古生物學家都認為它不是有效的科。
幾個近期的研究，包括親緣分支分類法分析，發現靈龍是真鳥腳類中最為原始的物種。真鳥腳類包含了所有比畸齒龍科更衍化的鳥腳下目動物。
另外，畸齒龍科並非一般地被認為是鳥腳亚目，而是更為接近包含角龍亚目及腫頭龍亚目的頭飾龍類。在一個近期的親緣分支分類法分析中，靈龍被發現是在一個頭飾龍類的演化支裡，比畸齒龍類還原始的位置。
靈龍亦被認為是其他的分類，包括鳥臀目當中，鳥腳亚目及頭飾龍類的共同原始物種。

### 另一個品種
彭光照在其1992年的較詳細描述中，在靈龍屬中加入了另一個新種。這個種稱為多齒鹽都龍（學名Yandusaurus multidens）。由於這個種並非屬於鹽都龍屬及牠與勞氏靈龍的相似，牠於是被更名為多齒靈龍（Agilisaurus multidens）。
其他科學家卻不認同這個種屬於鹽都龍屬或靈龍屬。於2005年，這個種再一次被分類在只有牠自己的屬中。這個屬稱為何信祿龍。幾個研究亦同意這個種比靈龍較衍化。鹽都龍及何信祿龍都是在大山鋪中被發現。

## 古生物學
在2011年，科學家比較數種恐龍、現代鳥類與爬行動物的鞏膜環大小，提出靈龍可能是晝行性動物；而其他大型植食性恐龍則多可能屬於無定時活躍性的動物，覓食、移動行為跟白天黑夜沒有正相關，只休息短暫時間。

## 外部連結
- 恐龍博物館介紹靈龍資料